# Franz Hofmann (poslanec Říšské rady)
Franz Hofmann (20. prosince 1849 – 13. listopadu 1907 Vídeň) byl rakouský pedagog a politik německé národnosti ze Slezska, na přelomu 19. a 20. století poslanec Říšské rady.

## Biografie
Působil jako profesor na reálné škole v Opavě.
Byl i poslancem Říšské rady (celostátního parlamentu Předlitavska), kam usedl ve volbách roku 1897 za kurii městskou ve Slezsku, obvod Opava. Mandát obhájil ve volbách roku 1901. Rezignace byla oznámena na schůzi 17. listopadu 1904. Do parlamentu pak místo něj usedl Rudolf Sommer. Ve volebním období 1897–1901 se uvádí jako Franz Hofmann, c. k. profesor, bytem Opava. Na poslanecký mandát rezignoval poté, co jeho souhlas se zřízením českých paralelních tříd na škole v Opavě vyvolal kritiku ve straně i v řadách německojazyčného voličstva, které mu vyslovilo nedůvěru. Po rezignaci se pokusil obnovit svůj mandát v doplňovací volbě, ale porazil ho všeněmecký kandidát Sommer.
Do parlamentu kandidoval za Německou lidovou stranu. Za stejnou stranu kandidoval i ve volbách roku 1901. Byl prvním slezským poslancem, který se připojil k Německé lidové straně a po jistou dobu patřil k jejím významným postavám.
Zemřel v listopadu 1907 ve věku 58 let.